# Никола Стефанов
Вижте пояснителната страница за други личности с името Никола Стефанов.
Никола Костадинов Стефанов е български философ и политик от БКП, член-кореспондент на БАН.

## Биография
Роден е на 14 януари 1932 г. в Първомай. Член е на РМС от 1946, а на БКП от 1956 г. След завършването на гимназия започва работа в Околийския комитет на ДСНМ в Първомай. През 1954 г. завършва философия в Софийския университет. От 1955 г. работи в Института по философия при БАН. През 1958 г. защитава кандидатка дисертация по философия. В Института минава през всички длъжности, като впоследствие е професор там. От 1984 г. е член-кореспондент на БАН. През 1972 г. става заместник-председател на Комитета по печата, а от 1973 г. е заместник-председател на Държавния комитет за наука, технически прогрес и висше образование. През 1977 г. става завеждащ отдел „Наука и образование“ при ЦК на БКП, а след това е завеждащ отдел „Кадрова политика“ при ЦК на БКП. От 1986 г. е началник на кабинета на Тодор Живков на мястото на Милко Балев. От 1971 до 1977 г. е кандидат-член на ЦК на БКП, а от 1977 до 1990 г. е член на ЦК на БКП.